# Djègbadji
Djègbadji est un arrondissement de la commune de Ouidah localisé dans le département de l'Atlantique dans le Sud du Bénin,.

## Histoire et Toponymie

### Histoire
Djègbadji devient officiellement un arrondissement de la commune de Ouidah le 27 mai 2013 après la délibération et adoption par l'Assemblée nationale du Bénin en sa séance du 15 février 2013 de la loi n° 2013-O5 du 15/02/2013 portant création, organisation, attributions et fonctionnement des unités administratives locales en République du Bénin.

## Administration
Djègbadji fait partie des 10 arrondissements que compte la commune de Ouidah. Il est composé de sept villages et quartiers de ville sur les soixante que totalise la commune.Il s'agit de :
1. Agbanlindjèhoué
2. Aïdo
3. Dégouè
4. Djègbadji
5. Djondji
6. Kouvènanfidé
7. Mèko[6]

## Population
Selon le Recensement Général de la Population et de l'Habitation(RGPH4) de l'Institut National de la Statistique et de l'Analyse Economique(INSAE) au Bénin en 2013, la population de Djègbadji compte 1138 ménages pour 4997 habitants.
| Indicateur           | 2013 |
| -------------------- | ---- |
| Nombre de ménages    | 1138 |
| Population féminine  | 2553 |
| Population masculine | 2444 |
| Population totale    | 4997 |

## Galerie de photos

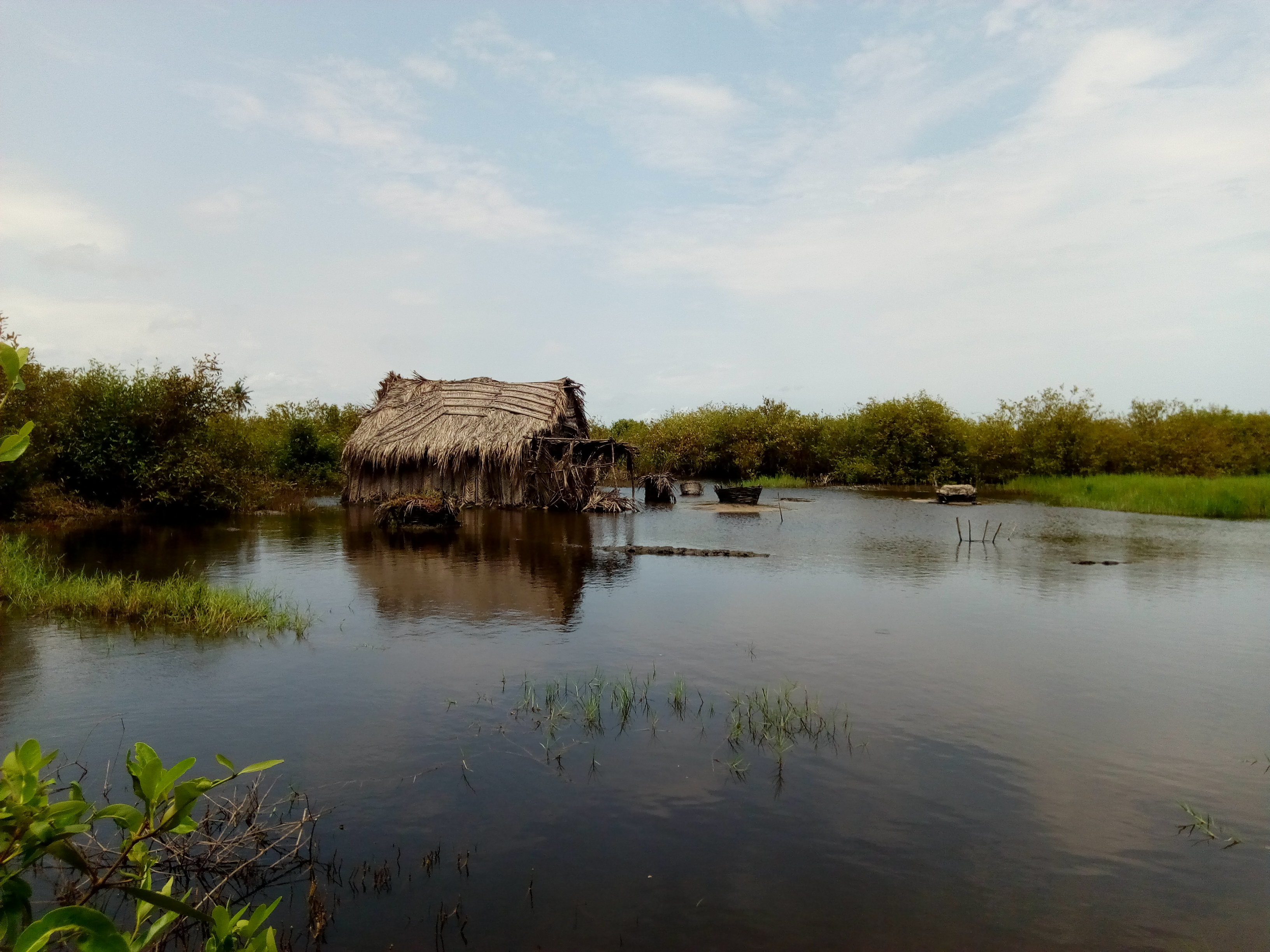
Djègbadji à Ouidah
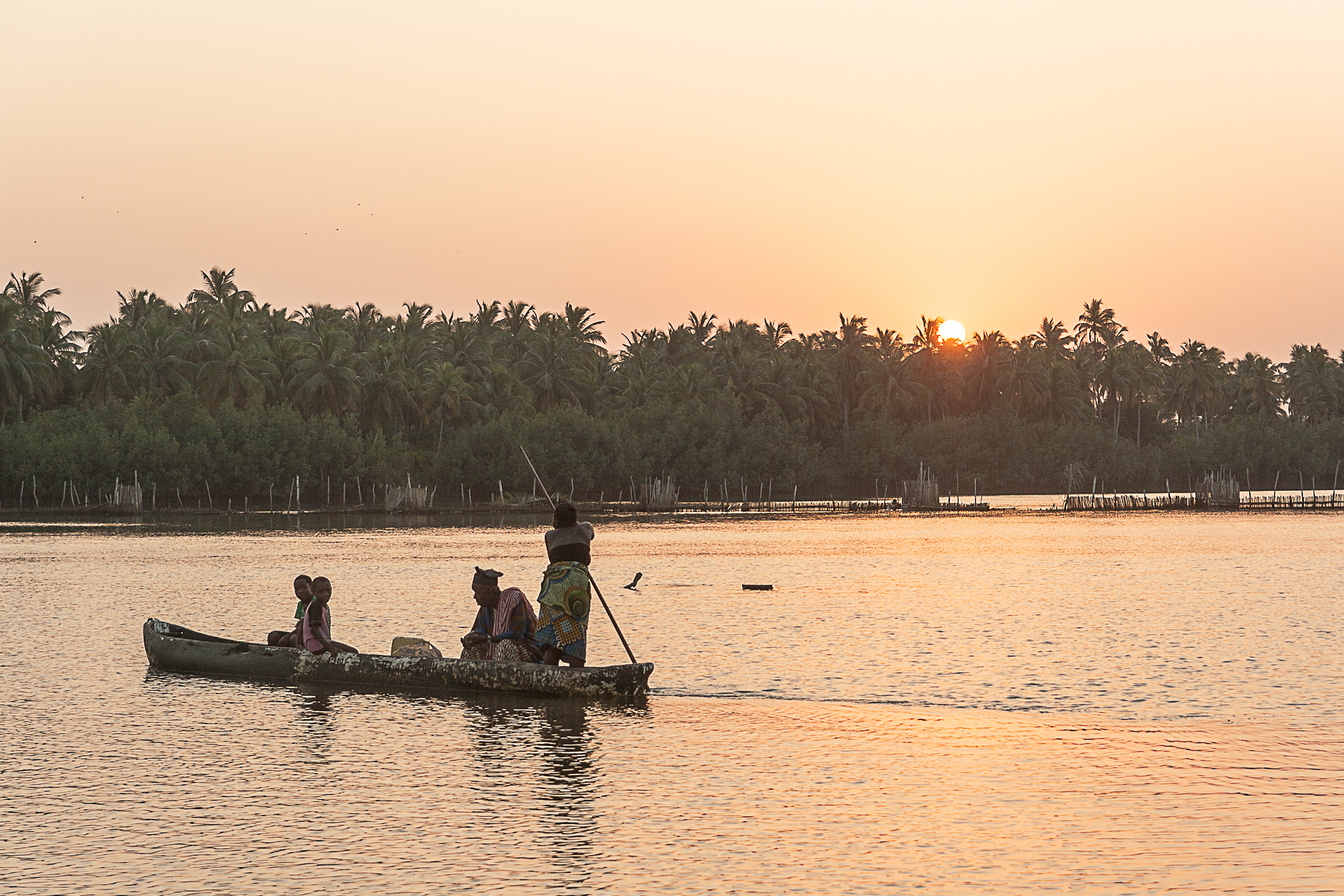
Traversseuse de la lagune du village Djegbaji
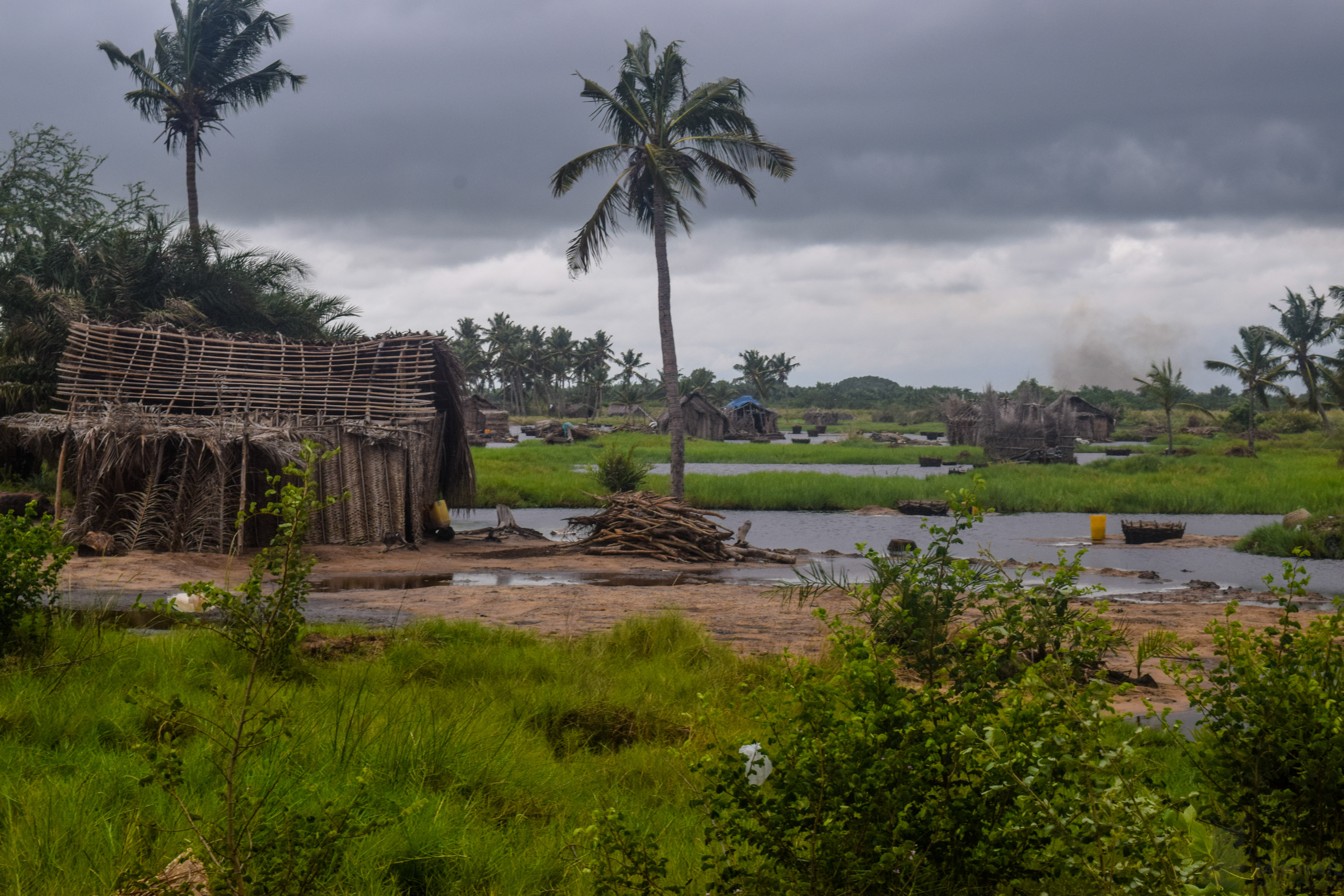
Djègbadji